# 허욱 (서예가)
허욱(許煜)은 조선 중기의 서예가로, 호는 취남이다.
1710년 조선 숙종 때에 진사가 되었다. 서화 수집가인 아버지의 영향으로 서예에 힘썼는데, 특히 초서에 뛰어났고 시문에도 능하였다.
공재 윤두서가 유명해지기 전에 허욱에게 말 그림과 용 그림을 그려주었는데, 이를 창곡 홍득구(영의정 홍명하의 손자로 역시 그림으로 유명함)가 보고 크게 놀라면서 공민왕 이후 이런 그림이 없었다. 어디서 났느냐?고 하니 허욱이 웃으면서 그 이름(윤두서)을 알려주자, 그를 맞이하여 만나고는 좋아하기를 늘 평소에 알던 사람처럼 하였다.-화인열전1, 유홍준, 344p